# Scopula gaudialis
Scopula gaudialis là một loài bướm đêm trong họ Geometridae.